# 1912 a jogalkotásban
1912-ben az alábbi jogszabályokat alkották meg:

## Magyarország

### Törvények
- 1912. évi I. törvénycikk Az 1911. évi márczius hó 30/17-ik napján Szerbiával kötött konzuli egyezmény beczikkelyezése tárgyában
- 1912. évi II. törvénycikk A hagyatékok, a gyámság és a gondnokság, az okiratok hitelesitése és az anyakönyvek tekintetében Szerbiával az 1911. évi márczius hó 17. és 30-ik napján kötött egyezmény beczikkelyezése tárgyában
- 1912. évi III. törvénycikk A polgári eljárás egyes kérdései, a polgári és kereskedelmi ügyekben keletkezett birósági itéletek és egyességek végrehajtása, valamint a csődök tekintetében Szerbiával az 1911. évi márczius hó 17. és 30-ik napján kötött egyezmény beczikkelyezése tárgyában
- 1912. évi IV. törvénycikk A közönséges bűntettesek kölcsönös kiadatása iránt Szerbiával az 1911. évi márczius hó 17. és 30. napján kötött egyezmény beczikkelyezése tárgyában
- 1912. évi V. törvénycikk Az 1912. évi állami költségvetésről
- 1912. évi VI. törvénycikk A konzuli biráskodás szabályozásáról szóló 1891:XXXI. tc. hatályának ujabb meghosszabbitása tárgyában
- 1912. évi VII. törvénycikk Egyes igazságügyi szervezeti és eljárási szabályok módositásáról
- 1912. évi VIII. törvénycikk Az Országos Gazdasági Munkás- és Cselédsegélypénztárról szóló 1900: XVI. tc. és 1902: XIV. tc. kiegészitéséről
- 1912. évi IX. törvénycikk A Montenegróval 1911. évi január hó 24-én, február hó 6-án kötött kereskedelmi és hajózási szerződés és az ahhoz tartozó "Nyilatkozat" beczikkelyezéséről
- 1912. évi X. törvénycikk A privigye-nyitrabányai vasut megépitéséről
- 1912. évi XI. törvénycikk A barczika-ormospusztai vasut megépitéséről
- 1912. évi XII. törvénycikk Az Adria m. kir. Tengerhajózási Részvénytársasággal kötött egyezmény beczikkelyezéséről
- 1912. évi XIII. törvénycikk A drávavölgyi helyi érdekü vasut kiskőszegi átrakodó állomásának engedélyezése tárgyában
- 1912. évi XIV. törvénycikk A duna-szávai (vukovár-rácai) helyi érdekü vasut engedélyezése tárgyában
- 1912. évi XV. törvénycikk A palánka-ujpalánkai helyi érdekü összekötő vasutvonal engedélyezése tárgyában
- 1912. évi XVI. törvénycikk A baja-bezdán-zombor-apatin-szondi helyi érdekü vasut engedélyezése tárgyában
- 1912. évi XVII. törvénycikk A kiskunhalas-kiskunmajsai helyi érdekü vasut engedélyezése tárgyában
- 1912. évi XVIII. törvénycikk  Az aranyosmarót-kovácsi-i helyi érdekü vasut engedélyezése tárgyában
- 1912. évi XIX. törvénycikk A rimaszombat-poltári helyi érdekü vasut engedélyezése tárgyában
- 1912. évi XX. törvénycikk Egyes pénzforgalmi eszközök szaporitásáról
- 1912. évi XXI. törvénycikk Az 1892. évi XVIII. törvénycikk alapján az érme- és pénzrendszerre vonatkozólag kötött és az 1911. évi XVIII. törvénycikk 8. §-a alapján meghosszabbitott szerződést kiegészítő ujabb pótszerződésről
- 1912. évi XXII. törvénycikk A mesterséges édesitő szerek állami egyedáruságáról
- 1912. évi XXIII. törvénycikk A mezőgazdasági ügyeknek a törvényhatóságoknál való intézéséről
- 1912. évi XXIV. törvénycikk Bihar vármegyének 5%-ot meghaladó vármegyei pótadó kivetésére adandó felhatalmazásról
- 1912. évi XXV. törvénycikk Fogaras vármegyének 5%-ot meghaladó vármegyei pótadó kivetésére adandó felhatalmazásról
- 1912. évi XXVI. törvénycikk A vámvonalon át behozott dohány és dohánygyártmányok után fizetendő engedélyilleték megváltoztatásáról
- 1912. évi XXVII. törvénycikk Az 1911. évi május hó 31-18-ik napján Bulgáriával kötött konzuli egyezmény beczikkelyezése tárgyában
- 1912. évi XXVIII. törvénycikk A polgári eljárás egyes kérdései, a polgári és kereskedelmi ügyekben keletkezett birósági itéletek és egyességek végrehajtása, valamint a csődök tekintetében Bulgáriával az 1911. évi május hó 31, 18-ik napján kötött egyezmény beczikkelyezése tárgyában
- 1912. évi XXIX. törvénycikk A közönséges büntettesek kölcsönös kiadatása iránt Bulgáriával az 1911. évi május hó 18/31. napján kötött egyezmény beczikkelyezése tárgyában
- 1912. évi XXX. törvénycikkA véderőről
- 1912. évi XXXI. törvénycikk A honvédségről
- 1912. évi XXXII. törvénycikk A közös haderő katonai bünvádi perrendtartásáról
- 1912. évi XXXIII. törvénycikk A honvédség katonai bünvádi perrendtartásáról
- 1912. évi XXXIV. törvénycikk Az 1912. évre kiállitandó ujonczok megajánlásáról
- 1912. évi XXXV. törvénycikk Az állami, vármegyei és államvasuti alkalmazottak családi pótlékáról és egyes egyéb intézkedésekről
- 1912. évi XXXVI. törvénycikk A debreczeni és a pozsonyi magyar királyi tudományegyetem felállitásáról
- 1912. évi XXXVII. törvénycikk A magyar királyi államvasutak alkalmazottai számára létesitendő lakóház-telepről
- 1912. évi XXXVIII. törvénycikk A bor-, hus-, czukor- és sörfogyasztás megadóztatásáról szóló 1887. évi XLVII. törvénycikk 3. §-ának módositásáról
- 1912. évi XXXIX. törvénycikk A postatakarékpénztári tartalékalap felemeléséről és a m. kir. postatakarékpénztár czéljaira szolgáló ingatlanok megszerzéséről
- 1912. évi XL. törvénycikk A Japánnal és Portugáliával való kereskedelmi és forgalmi viszonyok ideiglenes rendezéséről
- 1912. évi XLI. törvénycikk A virje-kapronczai helyi érdekű vasútvonal engedélyezése és a körös-belovár-verőcze-barcsi helyi érdekű vasúthálózatra újabb egységes engedélyokirat kiadása tárgyában
- 1912. évi XLII. törvénycikk A bodrogközi gazdasági vasut engedélyezése tárgyában
- 1912. évi XLIII. törvénycikk A siklós-középrigócz-barcsi helyi érdekü vasut engedélyezése tárgyában
- 1912. évi XLIV. törvénycikk Károlyváros-bubnjarcii helyi érdekü vasut engedélyezése tárgyában
- 1912. évi XLV. törvénycikk A kisvárda-nyirbaktai helyi érdekü vasut engedélyezése és a nyiregyháza-mátészalkai, a nyiregyháza-vásárosnaményi és a nagykálló-nyiradonyi helyi érdekű vasutakkal való egyesitése tárgyában
- 1912. évi XLVI. törvénycikk A marostordai helyi érdekű vasút engedélyezése tárgyában
- 1912. évi XLVII. törvénycikk A magyar királyi államvasutak hálózatán az 1912. évben az állami költségvetéssel engedélyezett munkákon és beszerzéseken felül sürgősen végrehajtandó munkák és beszerzendő forgalmi eszközök költségeinek fedezéséről
- 1912. évi XLVIII. törvénycikk Az Ogulintól Knin irányában létesítendő államvasút megépítéséről
- 1912. évi XLIX. törvénycikk A leánykereskedés elnyomása végett Párizsban létrejött nemzetközi megállapodás és egyes hozzátartozó okiratok beczikkelyezése tárgyában
- 1912. évi L. törvénycikk A fajtalan közlemények forgalmának elnyomása végett Párizsban létrejött nemzetközi megállapodás beczikkelyezése tárgyában
- 1912. évi LI. törvénycikk Az 1912. évi márczius hó 5-én kötött czukoregyezmény által létesített nemzetközi unió meghosszabbítására vonatkozó jegyzőkönyv beczikkelyezéséről
- 1912. évi LII. törvénycikk A teljeskorúak gyámságára és hasonló védelmi intézkedésekre vonatkozólag az 1905. évi július 17-én Hágában kelt nemzetközi egyezmény beczikkelyezése tárgyában
- 1912. évi LIII. törvénycikk Az 1909. évi VI., VII., VIII., IX., X. és XI. törvénycikkek módosításáról és kiegészítéséről, valamint az ezzel kapcsolatos intézkedésekről
- 1912. évi LIV. törvénycikk  A polgári perrendtartásról szóló 1911. évi I. törvénycikk életbeléptetéséről
- 1912. évi LV. törvénycikk A tengerészeti ügyekben való bíráskodás tárgyában, továbbá a találmányi szabadalmakról szóló 1895:XXXVII. tc. és a m. kir. közigazgatási bíróságról szóló 1896:XXVI. törvénycikk módosítása tárgyában
- 1912. évi LVI. törvénycikk A Kecskemét városban földrengés által okozott károk helyrepótlására szolgáló állami kedvezményekről
- 1912. évi LVII. törvénycikk A vármegyei alkalmazottak illetményeinek szabályozásáról szóló 1904:X. törvénycikk módosításáról
- 1912. évi LVIII. törvénycikk A városok fejlesztéséről
- 1912. évi LIX. törvénycikk Az 1883:XV. törvénycikk némely rendelkezéseinek és az 1879:XXXVII. törvénycikk 5. §-ának módosításáról
- 1912. évi LX. törvénycikk A Budapest székesfővárosi m. kir. államrendőrség hatáskörének Erzsébetfalva, Kispest és Pestszentlőrinc községek területére való kiterjesztéséről
- 1912. évi LXI. törvénycikk A szerzői jogok kölcsönös védelme végett az Amerikai Egyesült Államokkal Budapesten, az 1912. évi január hó 30-ik napján kötött nemzetközi egyezmény beczikkelyezéséről
- 1912. évi LXII. törvénycikk A leánykereskedés elnyomása végett Párisban létrejött nemzetközi egyezmény és a hozzátartozó zárjegyzőkönyv beczikkelyezése tárgyában
- 1912. évi LXIII. törvénycikk A háború esetére szóló kivételes intézkedésekről
- 1912. évi LXIV. törvénycikk Az erőhatalom hatásáról a váltón, a kereskedelmi utalványon és a csekken alapuló jogokra
- 1912. évi LXV. törvénycikk Az állami alkalmazottak, valamint azok özvegyeinek és árváinak ellátásáról
- 1912. évi LXVI. törvénycikk Az 1913. évi állami költségvetésről
- 1912. évi LXVII. törvénycikk Képviselőházi őrség felállításáról
- 1912. évi LXVIII. törvénycikk A hadiszolgáltatásokról
- 1912. évi LXIX. törvénycikk A lovak és járművek szolgáltatásáról
- 1912. évi LXX. törvénycikk Az 1913. évre kiállítandó ujonczok megajánlásáról
- 1912. évi LXXI. törvénycikk A külkereskedelmi és külforgalmi viszonyok ideiglenes rendezéséről